# Vodomar
Vodomar, drugim imenom i vodomar ribar (lat. Alcedo atthis), jedina je vrsta iz porodice riječnih vodomara i podreda vodomara koji živi i u Srednjoj Europi. Živi uz umjereno brze tekućice ili stajaću vodu, koja mora biti bistra, a u njoj živi dovoljno malih riba. Hrani se najčešće ribom, no isto tako i vodenim kukcima, malenim račićima i punoglavcima. Stanarica je u mnogim područjima, ali odlazi iz područja gdje se voda uz koju živi, zimi smrzava. Ova vrsta se u Europi, nakon nekog vremena, brojčano oporavlja ali se i dalje smatra desetkovanom. No kako u svom ukupnom staništu nije ugrožena, vrstu se ne smatra ugroženom.

## Opis
Vodomar, kao sve vrste ove porodice, ima kratko, zbijeno tijelo s kratkim nogama, kratkim repnim perima i širokim krilima. Velika glava duga oko 4 cm s dugim šiljastim kljunom smještena je na kratkom vratu. Ovisno o kutu pod kojim svjetlo pada na njega, s gornje strane boja perja kreće se od kobaltno do tirkizno plave, a na leđima ima svjetlucavu plavu prugu. Ta pruga posebno je uočljiva kod uzletanja ptice. Dužina tijela je između 16 i 18 cm, a težina se kreće između 34 i 46 grama. Raspon krila iznosi oko 25 cm.
Perje na gornjem dijelu glave, krilnom pokrovu, ramenima i repu je tamno plavozeleno do zelenoplavo. Na glavi su im azurno plave poprečne pruge, dok pera na pokrilju imaju azurno plave vrhove. Pruga na leđima je blještavo tirkizno plava. Donja strana tijela je sve do bijelog grla kod odrasle jedinke rđastocrvena do kestenasto smeđa. Šare na glavi obilježavaju crvenosmeđi pokrovi na ušima, oštro oivičene bijele pjege bočno na vratu i jedna plavozelena ili plava pruga na bradi. Na čelu, ispred svakog oka, imaju kestenjasto smeđu pjegu koja, sprijeda gledano, djeluje bijelo. U razdoblju parenja, noge su im narančasto crvene.
Kljun mužjaka je crn, s donje strane nešto svjetliji. Ženkin kljun je s donje strane, od baze do najmanje prednje trećine dužine, narančastocrven.
Noge mladih ptica su s gornje strane tamno smeđe, a perje im je zagasitije i s gornje strane zelenije nego kod odraslih. Pera na prsima gotovo uvijek imaju zelenkaste ili sive vrhove. Kljun im je još prilično kratak sa svijetlom pjegom na vrhu.
Mitarenje traje od kolovoza do sredine studenog i to čvrstim redoslijedom. U Srednjoj Europi u tom razdoblju obnavlja se samo tri četvrtine pera, a nastavlja se u sljedećem razdoblju mitarenja. Mladunci te sezone u ovom mladenačkom mitarenju mijenjaju samo mala, a ponekad i repna pera.

### Glasanje
Iako se ponekad opisuje glasanje ovih ptica kao pjev, to nije točno jer se ne javljaju različitim zvižducima i "rolanjem". Javljaju se nizom različitih glasova, no to glasanje ima uvijek određenu svrhu.

## Rasprostranjenost i životni okoliš
Vodomar nastanjuje velika područja Europe, Azije i zapadne dijelove Sjeverne Afrike. U istočnim dijelovima Indonezije i Melanezije mogu se sresti izolirane populacije. Nema ih u Islandu, sjeveru Škotske i Skandinavije te u Sibiru. Pored toga, nema ih u gorskim područjima i u pustinjama, jer ove ptice za život trebaju tijekom cijele godine otvorenu slatku vodu. U zapadnoj i srednjoj Europi vodomari su, uz rijetke iznimke, stanarice. Prema istoku, udjel selica u ukupnoj populaciji se povećava. Putovi selidbe ovih ptica još nisu dovoljno istraženi.
Vodomar, drugim imenom i vodomar ribar, živi uz lagano tekuću ili stajaću, bistru vodu s malim ribama. Pored ribica, uz vodu mora biti i dovoljno pogodnih mjesta nad vodom koje može koristiti kao osmatračnicu, a voli i kad je voda oivičena drvećem. Koriste rijeke, potoke, jezera, ali i razne kanale, ribnjake i slična ljudskom rukom oblikovana staništa.

## Hrana i lov
Vodomar ribar hrani se ribama, vodenim kukcima i njihovim larvama, malenim račićima i punoglavcima. Može progutati ribu dugu do 9 cm i s najvećom visinom u leđima do 2 centimetra. Ako su ribe izdužene, "tanke" vrste, mogu ih progutati i do 12 cm duge.
Način lova im je strmoglavo uranjanje. S osmatračnice neposredno iznad vode ili u njenoj blizini, kreće u vodu. Kad uoči mogući plijen, baca se u vodu koso u odnosu na površinu, glavom prema naprijed, često još ubrzavajući kratkim zamasima krilima. Pri uronu, oči su im otvorene, ali zaštićene kožom migavicom. Kad stignu do vode, skupljaju krila tijesno uz tijelo, ili ih ispruže prema gore. Čim uhvate lovinu, usporavaju ispruženim krilima i nogama. Prema površini ide zatiljkom, glave pritisnute uz prsa. Konačno, trzajem izbacuje prvo kljun iz vode i ptica odmah, ili nakon trenutka odmora, polijeće natrag na osmatračnicu. Najčešće čitav ovaj proces ne traje duže od dvije do tri sekunde. Ako nema odgovarajuće osmatračnice, vodomar može zaroniti i iz "lebdećeg položaja" (mahanje krilima kod kojeg ptica ostaje na mjestu, "lebdi"). Nije svaki uron uspješan, često lovina uspije pobjeći.
Za "obradu" lovine, vodomar treba u pravilu deblju granu, ili neku drugu čvrstu podlogu koja se ne njiše. Manju lovinu često, uz snažno stiskanje kljunom, proguta odmah. Veće ribe donese natrag na granu i tamo ju trese, ili ju drži u kljunu i udara njom po podlozi dok ju ne ubije. Zatim, držeći ju kljunom, malim pomicanjima ju okreće da ju može progutati s glavom prema naprijed jer bi mu riba inače mogla ljuskama ili perajama zapeti u ždrijelu. Neprobavljive ostatke obroka, riblje kosti ili ostatci kukaca izbacuju (povrate) jedan do dva sata nakon obroka.

## Razmnožavanje
Većina vodomara živi u trajnim parovima. Kad je godina povoljna, s puno moguće lovine, neki mužjaci žive s dvije ženke koje istovremeno, no na razdaljini od nekoliko kilometara, imaju legla. Nakon valjenja mladunaca, mužjak hrani paralelno mladunce oba legla. Pri tome, moguća je i pojava više uzastopnih legla iste ženke.
Između veljače i ožujka vodomari uz glasno dozivanje lete duž vode. Ako se sretne mogući partner, slijedi dugo zajedničko letenje tik iznad vode, pa kroz šumu do iznad drveća. Vrlo rijetko u tome sudjeluju više od dvije ptice. Nakon toga, mužjak zaposjeda moguće mjesto za leglo.

### Udvaranje i parenje
U vrijeme udvaranja mužjak donosi malene ribe koje uz naklanjanje pruža ženki. Ona ih prihvaća uz glasanje i trepereći krilima. Ovo hranjenje u okviru udvaranja jača povezivanje para i služi procjeni partnera. Ponekad, ptice samo sjede na nekoj grani uz moguće mjesto za leglo, i izmjenično se glasaju.
U razdoblju kopanja hodnika i na njegovom kraju šupljine za leglo, mužjak opetovano, kao dio svadbenog rituala, donosi ribice ženki, a pri kraju pripreme prostora za leglo, dolazi do parenja. Pred parenje, mužjak zauzima imponirajući položaj tako, da sjedi uspravno s priljubljenim perjem, a krila objesi prema naprijed. Tada uzlijeće iza ženke, koja svoju spremnost za parenje često pokazuje glasanjem i gotovo vodoravnim prileganjem na granu, i slijeće na leđa svoje partnerice. Sad se mužjak hvata kljunom za perje na glavi ženke, i za nekoliko sekundi same kopulacije krilima održava ravnotežu. Nakon toga, najčešće slijedi kupanje. Kopulacija se, s ili bez uvodnog ritualnog hranjenja ženke, može ponavljati više puta dnevno.

### Komorica za leglo
Na nekoj okomitoj ili lagano prema naprijed nagnutoj strmoj obali od gline ili čvrstog pijeska koja nije previše premrežena korijenjem, počinju s kopanjem, po mogućnosti u gornjem dijelu obronka. Lagano uzlazni tunel s proširenjem na kraju dug je između 60 i 90 centimetara, a u presjeku ovalan, visok oko osam centimetara. Komorica na kraju tunela ima u promjeru oko 17 cm, a visoka je oko 12 cm. Za razliku od tvrde gline, u mekom pijesku proširenje može biti dugo i do 100 cm. Komoricu ničim ne oblažu, no uskoro se u njoj nakupe neprobavljivi ostaci riba.
Par sjedi na grani pred obronkom, dok mužjak iznenadno ne poleti i pred mjestom koje procjenjuje pogodnim i ostane lebdjeti kako bi kljunom udarao po podlozi. Nakon toga, vraća se na granu i čisti kljun od zemlje. Uskoro mu se pridružuje i ženka i zajedno kopaju tunel i šupljinu za leglo. Jedna ptica ostaje vani na straži, dok je druga zauzeta kopanjem. Iskopan materijal nogama izbacuju van. Tek kad počne iskapanje proširenog dijela za leglo, prica može iz tunela izaći glavom prema naprijed. Ako se kod kopanja ispriječi kamen ili neki korijen, ptice ili zavojem tunela zaobiđu prepreku, ili počnu kopanje na drugom mjestu. Gradnja može trajati dva do tri tjedna. Završenu "nastambu" na ulazu obilježavaju bijelim izmetom.
Jedan par ponekad započne više tunela ili čak iskopa i dovrši više takvih nastambi. Ptice ponekad nakon čišćenja, koriste stare, već korištene nastambe, pri čemu nije važno da li ju je ranije iskopao taj, ili neki drugi par. Često se i odluče dovršiti ranijih godina započetu nastambu. Većina parova do kraja ožujka ili početka travnja imaju spremnu odgovarajuću nastambu.

### Polaganje i briga o jajima
Ženka polaže jaja prije podne, svakog dana po jedno. Jaja su bijela, glatka i gotovo okrugla (dužina oko 2,2 cm, širina oko 1,9 cm). Prvih dana su malo ružičasta, a kasnije postaju porculanski bijela. Teška su oko 4,3 grama, od čega je 5% ljuska.
U Srednjoj Europi ženka snese 6 - 8 jaja, rijetko više, a s ležanjem na jajima počinje, smjenjujući se s mužjakom, tek kad snese i zadnje jaje. Ptica koja sjedi na jajima, noću je to najčešće ženka, sjedi u komorici glavom okrenuta prema ulaznom tunelu. Partner koji dolazi na svoju "smjenu", izvana doziva pticu iz komorice, koja nakon dozivanja napušta leglo i izlazi. Ležanje na jajima traje 19 do 21 dan. Mladunci uglavnom svi izlaze iz jaja istog dana, a kad svi izađu iz jaja, ljuske obično ostaju u komorici. Ponekad roditelji iznose ljusku van, i ispred nastambe ih ispuštaju u vodu.
Od svih započetih legala, 30 do 40% propada. Velik dio legala uništi podizanje razine vode uz koju su komorice građene, no i snažna kiša može izazvati urušavanje ogale s leglima. Pored toga, snažne kiše zamute vodu, što jako otežava lov vodomara, pa mladunci uginu od gladi. Odrasle ptice mogu preživjeti kraća razdoblja bez ulova.
Nespretno smještena komorica može biti plijen različitih grabežljivaca, koji odozgor ili sprijeda opljačkaju leglo. I dva ili tri sata boravka ljudi kod ulaza u komoricu može dovesti do gubitka legla, jer se roditelji ne usude ući u duplju. Nekoliko dana nakon gubitka legla, ptice izlegu ponovo 6 do 7 jaja, i ponovo leže na njima.

### Podizanje mladunaca
Po izlasku iz jaja, mladunci su goli i slijepi. Roditelji ih prvo hrane kukcima, a kasnije ribicama dugim 4 do 5 cm. Nakon 8 dana, izbijaju prve plavkaste patrljice na prsima, leđima i krilima mladunaca. U dobi od desetak dana, ptičima se otvaraju oči. Sad je jedan od roditelja s mladuncima još samo noću. Nakon dva tjedna, ptići imaju perje, ali su pera još u prozirnoj ovojnici. Teški su oko 55 do 60 grama. Nakon tri tjedna, perje, osim manjih područja na glavi, gubi ovu ovojnicu.
Krajem svibnja do sredine lipnja, u dobi od 23 do 28 dana, mladunci izlijeću iz legla. U početku im roditelji, najčešće mužjak, donose ribice i pri tome ih odvlače sve dalje od legla. Ubrzo počinju i sami loviti ribu. U tom razdoblju ugrožavaju ih kopci i jastrebovi, ali i šumska sova.
Nakon kraćeg udvaranja, u lipnju odnosno srpnju roditelji imaju ponovo leglo, i sve se ponavlja kako je već navedeno. Neki parovi uspijevaju izvesti i treće leglo u sezoni, tako da njihovi mladunci izlijeću krajem kolovoza do kraja rujna.
Analize prstenovanih ptica pokazale su, da vodomari imaju visoku stopu ugibanja. Tako između napuštanja legla i iduće sezone parenja ugiba oko 80% jedinki. Pored toga, oko 70% odraslih ptica ugiba između dvije sezone parenja. Vrlo rijetko jedinke dožive tri godine. Iznimke stare 5 godina su vrlo rijetke. Ovu visoku stopu smrtnosti vodomari nadoknađuju visokom stopom reprodukcije.